# Álex Abrines
Alejandro Abrines Redondo (Palma de Mallorca, 1 de agosto de 1993) es un exjugador de baloncesto español que disputó 14 temporadas como profesional, 3 de ellas en la NBA. Con 1,98 metros de estatura, jugaba en la posición de escolta. Es hijo del que fuera jugador de la ACB Gabriel Abrines.

## Trayectoria

### Inicios
Se forma en la cantera del Colegio La Salle de su Palma de Mallorca natal. En el año 2010 ficha por las categorías inferiores del CB Málaga.

### Profesional

#### ACB

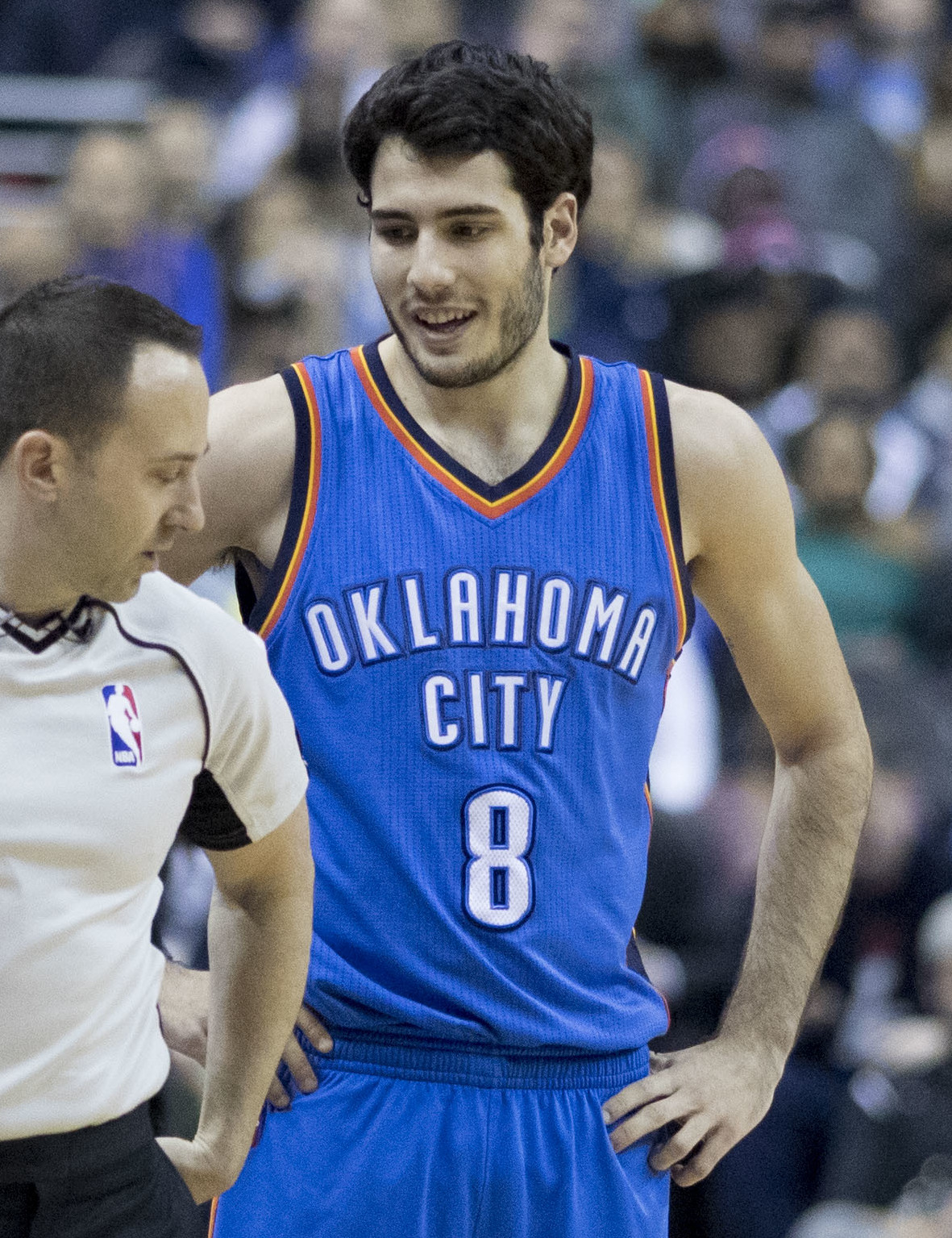
Abrines con Oklahoma City Thunder en 2017.

Debutó en ACB el 9 de octubre de 2011. Con 18 años asume responsabilidades en el Unicaja Málaga que atravesaba una crisis de resultados, estableciendo varios récords de precocidad como el de minutos y el de puntos, anotando 31 puntos frente a Estudiantes el 11 de marzo de 2012.
El 17 de julio de 2012 llega a un principio de acuerdo con el F. C. Barcelona siendo traspasado a cambio de Fran Vázquez.
El 5 de mayo de 2016 fue nombrado Euroleague Rising Star (mejor jugador joven de Europa).
En el F. C. Barcelona juega durante cuatro años (2012-2016) ganando 3 títulos, una Liga ACB, una Copa del Rey y una Supercopa de España.

#### NBA
En julio de 2016 ficha por los Oklahoma City Thunder de la NBA. En su primera temporada en el equipo promedió 6,0 puntos y 1,3 rebotes por partido, jugando algo más de 15 minutos por encuentro.
El 30 de noviembre de 2018, en un partido frente a Atlanta Hawks, Álex consigue el mayor número de triples de su carrera NBA, 7, logrando 21 puntos.
El 9 de febrero de 2019, después de sufrir problemas personales, es cortado por Oklahoma, por lo que se convierte en agente libre.

#### Regreso ACB
El 12 de julio de 2019, se anuncia su regreso al F. C. Barcelona tres años después de su marcha. Ficha por dos temporadas más otra opcional. En junio de 2021 se hizo oficial su renovación con el club azulgrana hasta 2026.
En la final de la Supercopa de España 2021, al inicio de la temporada, sufrió una lesión femoropatelar en la rodilla izquierda. En febrero de 2022, cinco meses después de su lesión, regresó a las pistas disputando los cuartos de final de la Copa del Rey de 2022 ante el BAXI Manresa. Posteriormente, el FC Barcelona se haría con el título, a pesar de que no disputó minutos en la final. En ese partido disputó 9 minutos, anotando 11 puntos. En la Ronda 32 de la Euroliga, igualó su récord de triples en un partido europeo al anotar 6 triples en 7 intentos frente al Fenerbahçe Beko Istanbul, quedándose a uno del récord del Barça.
En junio de 2023, se proclama campeón de la Liga ACB, por tercera vez en su carrera.
El 22 de julio de 2025 anuncia su retirada como profesional a los 31 años.

### Selección nacional
Fue integrante de las categorías júnior de la selección española. En 2011 fue oro del EuroBasket Sub-18 celebrado en Polonia, donde además fue elegido MVP del torneo. En 2012 bronce en el EuroBasket Sub-20 celebrado en Eslovenia.
En 2016, fue parte del combinado nacional español que consiguió el bronce olímpico en Río 2016.
Fue miembro de la selección que ganó el bronce en el Eurobasket 2017 celebrado en Turquía.
En verano de 2021, fue parte de la selección absoluta española que participó en los Juegos Olímpicos de Tokio 2020, que quedó en sexto lugar.
Durante agosto y septiembre de 2023 fue integrante de la selección de España que participó en el Mundial de 2023 celebrado en Asia, y que finalizó en noveno lugar.
Entre julio y agosto de 2024 fue parte de la selección absoluta de España, que disputó los Juegos Olímpicos de París, finalizando en décima posición.

## Estadísticas de su carrera en la NBA

### Temporada regular
| Año     | Equipo        | PJ  | PT | MPP  | %TC  | %3P  | %TL  | RPP | APP | ROB | TPP | PPP |
| ------- | ------------- | --- | -- | ---- | ---- | ---- | ---- | --- | --- | --- | --- | --- |
| 2016-17 | Oklahoma City | 68  | 6  | 15.5 | .393 | .381 | .898 | 1.3 | .6  | .5  | .1  | 6.0 |
| 2017-18 | Oklahoma City | 75  | 8  | 15.1 | .395 | .380 | .848 | 1.5 | .4  | .5  | .1  | 4.7 |
| 2018-19 | Oklahoma City | 31  | 2  | 15.1 | .357 | .323 | .923 | 1.5 | .6  | .5  | .2  | 5.3 |
| Total   | Total         | 174 | 16 | 15.3 | .387 | .368 | .880 | 1.4 | .5  | .5  | .1  | 5.3 |

### Playoffs
| Año   | Equipo        | PJ | PT | MPP  | %TC  | %3P  | %TL   | RPP | APP | ROB | TPP | PPP |
| ----- | ------------- | -- | -- | ---- | ---- | ---- | ----- | --- | --- | --- | --- | --- |
| 2017  | Oklahoma City | 5  | 0  | 16.0 | .348 | .294 | .750  | 1.8 | .8  | .0  | .0  | 4.8 |
| 2018  | Oklahoma City | 6  | 0  | 18.3 | .400 | .462 | 1.000 | 2.7 | .3  | .8  | .3  | 4.0 |
| Total | Total         | 11 | 0  | 17.3 | .372 | .367 | .833  | 2.3 | .5  | .5  | .2  | 4.4 |

## Estadísticas Euroliga
| Año     | Equipo    | Liga | PJ | MPP  | %TC  | %3P  | %TL   | RPP | APP | ROB | TPP | PPP | Val |
| ------- | --------- | ---- | -- | ---- | ---- | ---- | ----- | --- | --- | --- | --- | --- | --- |
| 2011–12 | Málaga    | 6    | 1  | 11.7 | .217 | .133 | .750  | 1.2 | .5  | .3  | .3  | 2.5 | .8  |
| 2012–13 | Barcelona | 15   | 2  | 11.2 | .446 | .324 | 1.000 | 1.1 | .3  | .4  | .1  | 5.1 | 4.0 |
| 2013–14 | Barcelona | 28   | 4  | 16.6 | .456 | .369 | .769  | 1.3 | .7  | .4  | .1  | 6.7 | 4.5 |
| 2014–15 | Barcelona | 23   | 3  | 18.2 | .450 | .341 | .771  | 1.5 | 1.7 | .7  | .2  | 7.6 | 6.7 |
| 2015–16 | Barcelona | 25   | 2  | 19.2 | .469 | .417 | .833  | 2.2 | .8  | .6  | .1  | 9.3 | 8.8 |
| 2019–20 | Barcelona | 25   | 3  | 14.8 | .465 | .462 | .833  | 2.1 | .4  | .6  | .1  | 5.2 | 4.9 |
| 2020–21 | Barcelona | 39   | 33 | 18.4 | .427 | .423 | .903  | 1.8 | .7  | .6  | .2  | 6.1 | 4.7 |
| 2021–22 | Barcelona | 13   | 5  | 14.6 | .500 | .511 | 1.000 | 1.7 | .2  | .3  | .2  | 7.0 | 5.0 |
| 2022–23 | Barcelona | 35   | 10 | 17.6 | .456 | .478 | .853  | 2.0 | .9  | .6  | .1  | 7.4 | 6.4 |
| 2023–24 | Barcelona | 27   | 3  | 17.3 | .492 | .448 | .857  | 2.0 | .5  | .5  | .3  | 6.9 | 6.6 |
| 2024–25 | Barcelona | 37   | 18 | 17.0 | .500 | .379 | .913  | 2.1 | .7  | .5  | .1  | 4.5 | 4.2 |
| Total   | Total     | 273  | 84 | 16.5 | .527 | .414 | .852  | 1.8 | .7  | .5  | .2  | 6.4 | 5.4 |

## Estadísticas ACB
[actualizar]

### Liga
| Año     | Equipo    | Liga    | PJ | MPP  | %TC  | %3P  | %TL  | RPP | APP | ROB | TPP | PPP  |
| ------- | --------- | ------- | -- | ---- | ---- | ---- | ---- | --- | --- | --- | --- | ---- |
| 2010–11 | Axarquía  | LEB Oro | 30 | 15.1 | .370 | .337 | .647 | 1.8 | .5  | .6  | .2  | 3.8  |
| 2011–12 | Axarquía  | LEB Oro | 16 | 27.9 | .509 | .453 | .756 | 2.9 | .7  | 1.8 | .4  | 13.4 |
| 2011–12 | Málaga    | ACB     | 18 | 16.4 | .387 | .283 | .682 | 1.6 | .4  | .6  | .2  | 4.8  |
| 2012–13 | Barcelona | ACB     | 33 | 10.5 | .386 | .288 | .682 | 1.0 | .2  | .3  | .2  | 3.3  |
| 2013–14 | Barcelona | ACB     | 42 | 17.8 | .438 | .406 | .885 | 1.5 | .9  | .5  | .2  | 6.9  |
| 2014–15 | Barcelona | ACB     | 37 | 17.7 | .457 | .447 | .897 | 1.7 | 1.0 | .7  | .3  | 8.3  |
| 2015–16 | Barcelona | ACB     | 37 | 19.5 | .470 | .396 | .860 | 2.3 | 1.1 | .8  | .2  | 8.9  |
| 2019–20 | Barcelona | ACB     | 28 | 18.1 | .423 | .367 | .733 | 2.2 | .6  | .6  | .2  | 5.5  |
| 2020–21 | Barcelona | ACB     | 39 | 19.6 | .495 | .435 | .930 | 2.8 | .9  | .8  | .2  | 7.8  |
| 2021–22 | Barcelona | ACB     | 23 | 12.7 | .542 | .561 | .818 | 2.2 | .5  | .3  | .2  | 5.7  |
| 2022–23 | Barcelona | ACB     | 35 | 18.7 | .435 | .416 | .806 | 2.6 | .7  | .6  | .2  | 7.1  |
| 2023–24 | Barcelona | ACB     | 31 | 17.7 | .435 | .448 | .800 | 2.8 | .6  | .4  | .1  | 6.3  |

### Playoff
| Año     | Equipo          | PJ | MPP  | %T2 | %3P | %TL | RPP | ROB | APP | TPP | PPP |
| ------- | --------------- | -- | ---- | --- | --- | --- | --- | --- | --- | --- | --- |
| 2012-13 | F. C. Barcelona | 3  | 7.0  | .0  | .20 | 100 | .6  | .3  | .3  | .3  | 1.6 |
| 2013-14 | F. C. Barcelona | 11 | 13.1 | .43 | .17 | .91 | 1   | .3  | .9  | .0  | 3.1 |
| 2014-15 | F. C. Barcelona | 10 | 14.0 | .62 | .35 | .75 | 1.1 | .5  | .9  | .2  | 5.5 |
| 2015-16 | F. C. Barcelona | 10 | 18.1 | .53 | .23 | .57 | 1.8 | .7  | .5  | .1  | 6.1 |

## Votaciones para elAll-Star Game de la NBA
| Año  | Número de votos | Elegido                | Equipo                |
| ---- | --------------- | ---------------------- | --------------------- |
| 2017 | 16.299          | Rising Stars Challenge | Oklahoma City Thunder |
| 2018 | 25.921          | No                     | Oklahoma City Thunder |
| 2019 | 73.043          | No                     | Oklahoma City Thunder |

## Logros y reconocimientos

### Club
- Liga  ACB (3): 2013, 2021, 2023.
- Copa del Rey (3): 2013, 2021 y 2022
- Supercopa de España (1): 2015.

### Consideraciones individuales
- Euroleague Rising Star (1): 2016
- MVP Europeo Sub-18 (1): 2011
- Mejor Quinteto Joven de la ACB (2): 2014 y 2015